# (6887) Hasuo
(6887) Hasuo est un astéroïde de la ceinture principale.

## Description
(6887) Hasuo est un astéroïde de la ceinture principale. Il fut découvert le 24 novembre 1951 à Nice par Marguerite Laugier. Il présente une orbite caractérisée par un demi-grand axe de 2,23 UA, une excentricité de 0,17 et une inclinaison de 5,3° par rapport à l'écliptique.

## Compléments